# Havsgamar
Havsgamar – szwedzki niemy film dramatyczny z 1916 roku w reżyserii Victora Sjöströma.

## Obsada
- Greta Almroth – Gabriele
- John Ekman – Birger
- Nils Elffors – Anton
- Richard Lund – Arnold
- Rasmus Rasmussen – Hornung
- Jenny Tschernichin-Larsson – Pani Arnold